# Wijken en buurten in Zijpe
De voormalige Nederlandse gemeente Zijpe (sinds 2013 deel van de heringedeelde gemeente Schagen) was voor statistische doeleinden onderverdeeld in wijken en buurten. De voormalige gemeente was verdeeld in de volgende statistische wijken:
- Wijk 00 Zijpe (CBS-wijkcode:047600)

Een statistische wijk kan bestaan uit meerdere buurten. Onderstaande tabel geeft de buurtindeling met kentallen volgens het Centraal Bureau voor de Statistiek (2008):
| CBS-buurtcode | Buurtnaam             | Inwonertal | Opp. totaal (ha) | Opp. land (ha) | Ligging                |
| ------------- | --------------------- | ---------- | ---------------- | -------------- | ---------------------- |
| BU04760001    | Schagerbrug           | 1980       | 1318             | 1290           | Locatie in de gemeente |
| BU04760002    | Sint Maartensbrug     | 710        | 688              | 681            | Locatie in de gemeente |
| BU04760003    | Burgerbrug            | 570        | 761              | 747            | Locatie in de gemeente |
| BU04760004    | 't Zand               | 2350       | 1649             | 1614           | Locatie in de gemeente |
| BU04760005    | Oudesluis             | 770        | 878              | 862            | Locatie in de gemeente |
| BU04760006    | Petten                | 1630       | 356              | 355            | Locatie in de gemeente |
| BU04760007    | Callantsoog           | 2560       | 2606             | 2521           | Locatie in de gemeente |
| BU04760021    | Sint Maartensvlotbrug | 740        | 929              | 912            | Locatie in de gemeente |
| BU04760031    | Burgervlotbrug        | 200        | 548              | 521            | Locatie in de gemeente |